# Браун, Джексон
Клайд Джексон Браун (англ. Clyde Jackson Browne; 9 октября 1948, Хайдельберг, Германия) — американский автор-исполнитель, гитарист, клавишник, композитор, продюсер.

## Биография
Джексон Браун родился в американской семье гражданского служащего армии США. Когда ему исполнилось три года, семья вернулась в Америку, в Лос-Анджелес. С детства Джексон мечтал о спортивной карьере, однако, заинтересовавшись джазом, начал учиться играть на трубе. Однажды два его школьные приятели Грег Копеланд и Стив Нумен ввели его в круг фолк-музыкантов. Эта троица стала часто посещать клуб «Paradox», где Браун познакомился с участниками группы Nitty Gritty Dirt Band. В 1966 году он присоединился к этой группе на полгода, хотя его произведения появлялись и на поздних альбомах NGDB.
Контракт с Nina Music, издательским филиалом лейбла Elektra Records, стал причиной того, что произведения Брауна начали исполнять артисты, связанные с этой фирмой. Между тем сам автор переехал в Нью-Йорк, где аккомпанировал Нико во время выступлений в клубе Энди Уорхола «The Dom». В альбом «Chelsea Girl» этой певицы вошли три композиции Брауна, однако после конфликта с Нико Браун вернулся в Калифорнию. 1968 года он решил работать над сольным альбомом, но как и в случае создания «супергруппы» с Недом Доени и Джеком Уилсом, эти замыслы потерпели фиаско. Разочарованный Браун был вынужден удовлетвориться выступлениями в местных клубах с чисто локальной популярностью.
Переломным моментом в карьере музыканта стал контракт с новоиспеченным лейблом Asylum, который заинтересовалась его творческим материалом. Альбом «Jackson Browne / Saturate Before Using» доказывал, что талант музыканта удачно прошёл испытание временем. К этой пластинке, которая появилась, не в последнюю очередь, благодаря Дэвиду Кросби, вошли, например, авторская интерпретация композиций «Jamaica Say You Will» и «Rock Me On The Water», которые ранее исполняли группы The Byrds и Brewer & Shipley, а также премьерная «Doctor My Eyes». Последняя была издана на сингле и открыла автору путь к американскому Тор 10, а чуть позже стала хитом группы The Jackson Five.
Также известность Брауну принесла композиция «Take It Easy», которую он написал вместе со своим товарищем, лидером группы The Eagles Гленном Фраем. В последующие годы плодом их сотрудничества стали произведения «Nigntingale», «Doolin' Dalton» и «James Dean». Авторская версия «Take It Easy» попала в следующий альбом Брауна «For Everyman», который содержал один из самых популярных хитов артиста — «These Days». Эта пластинка положила начало долголетнюю сотрудничество Брауна с мультиинструменталистом Дэвидом Линдли, однако кроме локальной славы фолк-шлягера «Redneck Dean» она не получила рыночного успеха. Интересным замыслом был альбом «Late For The Sky», на котором Браун предложил публике весьма современное звучание, а частые концертные турне только приумножили круг поклонников артиста.
В 1975 Браун выступил в роли продюсера дебютного альбома Уоррена Зивона. В дальнейшем творчестве Брауна доминировала лишь меланхолия, от которой он все же попытался избавиться на лонгплее «The Pretender», который был записан под руководством Джона Ландау. Тема внутренней борьбы доминировала на большинстве композиций альбома, а манифестная заглавная композиция, которой автор пытался отдать должное американскому миру труда, стала одним из поворотных пунктов семидесятых годов и часто появлялась на радистанциях, которые презентовали музыку для зрелых слушателей (AOR). Однако, успех этой пластинки, которая получила статус «золотой», совпал с большой трагедией — самоубийством его жены в марте 1976 года.
Очередной альбом «Running On Empty» приумножил популярность Брауна. Артист не повторил на нём схемы предыдущего, предпочитая материал, записанный во время концертов. Пластинка попала на двадцатое место в Америке и двенадцатое — в Британии, а также стала, несмотря на техническое недоработки, самой популярной работой музыканта и завершала определенный период его творчества.
В конце семидесятых среди достижений Брауна доминировали политический активизм, среди которых главным было участие в антиядерный кампании. Также вместе с Грехемом Нэшем он объездил все Штаты с серией агитационных сольных выступлений, итогом которых стал «концерт звезд» в нью-йоркском Madison Square Garden. Интересные фрагменты из выступлений попали на пластинку «No Nukes» 1979 года.
В 1980 году Браун записал новый альбом «Hold Out», который получился неплохим в музыкальном плане, но был лишен красоты предыдущих работ. Два произведения из этого лонгплея — «Boulevard» и «That Girl Could Sing» — попали в американский Тор 20, а в 1987 году песня «Somebody’s Baby» из фильма «Весёлые времена в школе Риджмонт» оказалась на седьмом месте. К сожалению, ангажированность музыканта в общественную деятельность, а также личные проблемы привели к творческому тупику. Альбом «Lawyers In Love» разочаровал всех, хотя уже следующие «Lives In The Balance» и «Wold In Motion» были лучше доработаны. В 1990 году Браун выступил на многих благотворительных концертах, а записана 1993 пластинка «I’m Alive» стала итогом распада связи Брауна с актрисой Дэрил Ханна.
На торжественной церемонии в 2004 году Джексон Браун был введён в Зал славы рок-н-ролла его другом Брюсом Спрингстином. В конце 2004 года Браун гастролировали с R.E.M., Брюсом Спрингстином, Pearl Jam, Bright Eyes и другими музыкантами в туре, названном Vote for Change. Тур проводился в связи с американскими выборами 2004 года, и многие музыканты призывали не голосовать за Джорджа Буша, а поддержать его оппонента Джона Керри.
Джексон Браун и сегодня остаётся интересным и опытным исполнителем, композитором, а музыкальная ценность его достижений обеспечила ему много верных поклонников.

## Дискография
- 1971: Jackson Browne або Saturate Before Using
- 1973: For Everyman
- 1974: Late For The Sky
- 1976: The Pretender
- 1977: Running On Empty
- 1980: Hold Out
- 1983: Lawyers In Love
- 1986: Lives In The Balance
- 1989: World In Motion
- 1993: I’m Alive
- 1996: Looking East
- 2002: The Naked Ride Home
- 2005: Solo Acoustic, Vol. 1
- 2008: Solo Acoustic, Vol. 2

## Источник
- Джексон Браун Архивная копия от 25 октября 2010 на Wayback Machine в музыкальной энциклопедии All Music Guide.